# Mustapha Sfar
Pour les articles homonymes, voir Famille Sfar.
Mustapha Sfar (arabe : مصطفى صفر), né en 1892 ou 1898 à Tunis et mort le 7 mars 1941 à Tunis,, est un homme politique tunisien.

## Famille et formation
Né dans une famille de la bourgeoisie tunisoise, il est le fils du réformateur Béchir Sfar, président de la Khaldounia et caïd-gouverneur, et le petit-fils de Mustapha Sfar, officier militaire et caïd-gouverneur.
Il étudie au lycée Carnot de Tunis et au Collège Sadiki, puis poursuit son cursus avec des études universitaires en sciences juridiques à Paris.

## Carrière
En 1913, il est traducteur dans la première section du secrétariat général du gouvernement tunisien. En 1921, il devient secrétaire du ministre de la Plume, Mustapha Dinguizli. Adjoint du chef de la section d'État, Hédi Lakhoua, il lui succède en 1934 et occupe également le poste de directeur du protocole au grand vizirat. En 1935, il remplace Abdeljelil Zaouche comme Cheikh El Médina et maire de Tunis,.
Entre 1927 et 1930, il est président du Club africain,. Voulant faire revivre la musique andalouse après son retour de Constantine, il participe en 1934 à la fondation de La Rachidia,, une association culturelle et artistique spécialisée dans la musique tunisienne qu'il dirige depuis sa fondation jusqu'à sa mort.

## Hommages
Afin de lui rendre hommage, une rue est rebaptisée à son nom dans le quartier du Belvédère à Tunis.